# Lofton R. Henderson
Lofton R. Henderson (24 de maio de 1903 - 4 de junho de 1942) foi um aviador naval da marinha dos Estados Unidos durante a Segunda Guerra Mundial. Ele foi o comandante do Marine Scout Bombing Squadron 241 (VMSB-241) na Batalha de Midway. É reconhecido como o primeiro aviador da marinha estadunidense a morrer durante a Campanha do Pacífico quando liderava seu esquadrão para atacar as forças de transporte japonesas.

## Segunda Guerra Mundial
Em 4 de junho de 1942, quando as forças japonesas se aproximaram de Ilhas Midway, no Oceano Pacífico, o Major Henderson, o comandante do VMSB-241, liderou 16 aeronaves do Corpo de Fuzileiros Navais no ataque. Henderson dividiu seu esquadrão em dois voos, um com SBD Dauntless e outro com bombardeiros de mergulho SB2U Vindicator em um ataque de bombardeio planador no porta-aviões Hiryū. Sua asa esquerda explodiu em chamas quando ele começou sua aproximação final. Henderson continuou o ataque e morreu quando seu avião mergulhou em direção ao porta-aviões inimigo. Foi condecorado postumamente com a Cruz da Marinha.

## Legado
Durante a batalha de Guadalcanal, uma das batalhas internas denominada de batalha do Tenaru, foi duramente travada entre fuzileiros estadunidenses e japoneses, pela posse do aeródromo que posteriormente levaria seu nome (Campo Henderson).